# Alan Lancaster
Alan Charles Lancaster, född 7 februari 1949 i Peckham i Southwark, London, död 26 september 2021 i Sydney, Australien, var en brittisk basist och ursprungsmedlem i boogierockbandet Status Quo. 
Tillsammans med gitarristen Francis Rossi bildade Lancaster Status Quo 1962. Han skrev många låtar som släpptes på gruppens album men få av hans kompositioner släpptes som singlar. Lancaster sjöng även lead på vissa av gruppens låtar, bland annat "Backwater", "Bye Bye Johnny", "High Flyer" och "Roadhouse Blues".
Efter ett gräl med Rossi, hoppade Lancaster av bandet år 1984, som då upplöstes. Lancaster flyttade då till Sydney i Australien och spelade därefter med ett par mindre band, bland annat The Bombers och The Partyboys. Han var dock med och spelade i tillfälligt återbildade Status Quo under Live Aid 1985.
1986 återförenades Status Quo officiellt men utan Lancaster.
Lancaster återvände tillfälligt till Status Quo i mars 2013 då den klassiska uppsättningen från 70-talet återförenades för en Englandsturné som även resulterade i skivan "Back 2SQ 1 - The Frantic Four reunion".

## Diskografi (urval)
Studioalbum med Status Quo
- Picturesque Matchstickable Messages from the Status Quo (1968)
- Spare Parts (1969)
- Ma Kelly's Greasy Spoon (1970)
- Dog of Two Head (1971)
- Piledriver (1972)
- Hello! (1973)
- Quo (1974)
- On the Level (1975)
- Blue for You (1976)
- Rockin' All Over the World (1977)
- If You Can't Stand the Heat... (1978)
- Whatever You Want (1979)
- Just Supposin' (1980)
- Never Too Late (1981)
- 1+9+8+2 (1982)
- Back to Back (1983)
- In the Army Now (1986)